# 크뤼거 전보
크뤼거 전보는 빌헬름 2세 황제가 1896년 1월 3일 트란스발 공화국의 대통령 폴 크뤼거에게 보낸 메시지이다. 이 전보는 영국 식민지 행정관 리앤더 스태르 제임슨이 공화국에 대해 벌인 실패한 습격인 제임슨 습격을 격퇴한 크뤼거를 축하하는 내용이었다. 케이프 식민지 출신 600명의 병력으로 이루어진 이 습격은 영국 이민 노동자들의 공화국에 대한 반란을 촉발시키려는 의도였으나, 습격대가 공화국 군대에 의해 패배하면서 실패로 끝났다. 이 전보는 영국에서 엄청난 분노를 일으켰고, 영독 관계 악화로 이어졌다.

## 전보
1895년 12월 31일 제임슨 습격 소식을 접한 황제는 격렬하게 반응하며, 그곳의 독일인들을 보호하기 위해 50명의 해병대 상륙 부대를 프리토리아로 파견하고 델라고아 만에 순양함을 파견하라는 결정을 승인했다. 1896년 1월 1일 회의에서 그는 자신의 전쟁부 장관에게 너무 폭력적으로 행동하여 장관은 "검을 뽑는" 것을 자제하기 어려웠고 황제가 정신적으로 "완전히 정상"인지 의심했다. 1월 2일 황제는 러시아의 니콜라이 2세에게 대영 제국에 대항하는 대륙 동맹의 아이디어를 추진하기 위해 서한을 보냈다.
1월 3일 황제는 주요 군사 및 정부 대표들과 만났고, 외무장관 아돌프 마르샬 폰 비버슈타인의 전보 아이디어는 트란스발을 독일 보호령으로 선포하고 군대를 파견하는 등 황제의 더 극단적인 제안에 대한 타협안으로 합의되었다. 총리가 사임을 위협한 후 전보의 문구는 완화되었고 최종본은 다음과 같았다:
평화를 교란하는 무장 집단이 귀국을 침범한 것에 대해 귀하와 귀하의 국민이 우방국의 도움을 요청하지 않고 스스로의 강력한 행동으로 평화를 회복하고 외부 공격으로부터 국가의 독립을 유지한 것에 대해 진심으로 축하를 표합니다.

회고록에서 황제는 크뤼거 전보가 마르샬에 의해 작성되었다고 주장했다. 황제에 따르면:
나는 이에 반대했고 홀만 제독이 나를 지지했다. 처음에는 제국 총리가 논쟁에서 소극적이었다. 나는 마르샬 남작과 외무부가 영국 민족 심리에 대해 얼마나 무지한지 알고 있었기 때문에 마르샬 남작에게 그러한 조치가 영국인들에게 미칠 결과를 명확히 설명하려 노력했다. 이 점에서도 홀만 제독이 나를 지지했다. 그러나 마르샬은 설득되지 않았다.
그러다가 마침내 제국 총리가 개입했다. 그는 다시
[...]
나는 다시 장관들이 그들의 계획을 단념하도록 설득하려 했지만, 제국 총리와 마르샬은 자신들이 결과에 책임질 것이라고 거듭 강조하며 내가 서명해야 한다고 주장했다. 나는 그들이 상황을 설명한 후 거부해서는 안 된다고 생각했다. 나는 서명했다.

황제는 또한 이후 러시아와 프랑스가 영국에 대한 전쟁을 제안했다고 주장했다.
1900년 2월, ... 나는 전보로 소식을 받았다 ... 러시아와 프랑스가 독일에 영국이 다른 곳에 연루되어 있는 지금 공동 공격을 가하여 해상 교통을 마비시킬 것을 제안했다는 내용이었다. 나는 반대했고 제안을 거절하라고 명령했다.
나는 파리와 상트페테르부르크가 베를린이 양국 모두에게 이 제안을 한 것처럼 보이게 런던에 이 문제를 제시할 것이라고 가정했기 때문에 즉시 헬골란트섬에서 빅토리아 여왕과 웨일스 공 (에드워드)에게 러시아-프랑스 제안의 사실과 나의 거절을 전보로 보냈다. 여왕은 진심으로 감사하다는 말을 전했고, 웨일스 공은 놀라움을 표현했다.

## 반응
이 전보는 보수적인 독일 언론에 의해 환영받았고, 영국과의 갈등 가능성 때문에 진보적인 신문에서는 비판받았다. 이 전보는 영국에서 엄청난 분노를 일으켰고, 양국 관계의 추가 악화로 이어졌다. 전보는 영국이 자국의 영향권으로 여기는 곳에서 카이저가 트란스발의 독립을 지지한다는 의미로 받아들여졌고, "우방국"에 대한 언급은 필요하다면 독일의 지원을 받을 수 있었고, 그러한 지원이 미래에도 가능할 수 있음을 의미하는 것으로 해석되었다.
더 타임스 신문은 "영국은 위협에 굴복하지 않을 것이고 모욕을 견디지 않을 것이다"라고 선언했다. 독일 상점의 창문이 깨지고, 독일 선원들이 런던에서 공격받았다. 독일의 외교적 대응은 본질적으로 화해적이었으며, 카이저는 빅토리아 여왕 (그의 할머니)의 편지에 대해 "이 전보는 영국이나 귀하의 정부에 대한 조치로 의도된 적이 결코 없습니다...."라고 답했다.

## 내용주
1. 1 2 3 4  Röhl, John C G (2004). 《Wilhelm II The Kaiser's Personal Monarchy 1888-1900》 2015 paperback판. Cambridge, UK: Cambridge University Press. 783–6쪽. ISBN 9781107565951.
2. ↑  Roberts, Andrew (1999). 《Salisbury Victorian Titan》. London: Weidenfeld & Nicolson. 623쪽. ISBN 0297817132.
3. ↑  Poel, Jean Van der (1951). 《The Jameson Raid》 (영어). Oxford University Press. 135쪽.
4. 1 2  Wilhelm II (1922). 《The Kaiser's memoirs》 (영어). 번역 Thomas R. Ybarra. New York and London: Harper & Brothers. 83–87쪽.
5. ↑  Massie, Robert K. (2012). 《Dreadnought: Britain, Germany, and the Coming of the Great War》 (영어). Random House Publishing Group. 225–226쪽. ISBN 978-0-307-81993-2.

## 참고 문헌
- Sontag, Raymond J. "The Cowes Interview and the Kruger Telegram," Political Science Quarterly (1925) 40#2 pp. 217–247 in JSTOR